# Lamaronde
 Lamaronde  es una comuna y población de Francia, en la región de Picardía, departamento de Somme, en el distrito de Amiens y cantón de Poix-de-Picardie.
Su población en el censo de 1999 era de 68 habitantes.
Está integrada en la Communauté de communes du Sud-Ouest Amiénois .

## Demografía
| 101 | 89 | 81 | 72 | 66 | 68 |
| Para los censos de 1962 a 1999 la población legal corresponde a la población sin duplicidades (Fuente: INSEE [Consultar]) |    |    |    |    |    |